# Assedio di Barcellona (1652)
L'assedio di Barcellona fu l'episodio conclusivo della sollevazione della Catalogna.

## Premessa
Nella primavera del 1640 Francesco Tamarit fu imprigionato a seguito dell'accusa di non aver fornito né cibo né alloggio alle truppe che si apprestavano a difendere la regione dall'esercito francese. Il 22 maggio alcuni contadini, forse con la complicità delle autorità catalane, da tempo in rotta con Madrid, entrarono in Barcellona e lo liberarono.
Il 7 giugno, giorno del Corpus Domini, gruppi di operai entrarono a Barcellona uccidendo il viceré di Catalogna, conte di Santa Colona dando il via alla rivolta.
Nel mese di settembre, l'esercito di Filippo IV di Spagna, occupò Tortosa, dove ottenne l'appoggio del vescovo ma la popolazione si ribellò, costringendo le truppe ad una dura repressione.
Il 17 gennaio del 1641, Pau Claris, esponente della Generalitat de Catalunya, con l'appoggio della borghesia, oppressa dalla tassazione e della nobiltà, in rotta con la politica accentratrice del conte duca di Olivares, proclamò la decadenza di Filippo IV e l'alleanza con il Regno di Francia. La Catalogna si pose così sotto l'obbedienza di Luigi XIII di Francia il cui esercito, unitosi alle forze catalane, respinse l'armata spagnola nella battaglia di Montjuïc.
A seguito del successo, Pau Claris e la Generalitat proclamarono Luigi XIII conte di Barcellona, titolo che passò poi al successore Luigi XIV.
A seguito della rivolta, la Francia, nell'estate del 1642, riuscì a conquistare Perpignano e le contee di Rossiglione e della Cerdagna, nel 1648 a conquistare Tortosa - perduta due anni dopo - Gerona, Roses ed altre città; a Filippo IV rimase il solo controllo di Tarragona e Leida.
Negli anni seguenti, però, la Francia trascurò il fronte catalano per impegnarsi presso le Fiandre e questo permise alle truppe madrilene di intraprendere una lenta ma costante avanzata verso il cuore della Catalogna.
Nel 1651, lo scoppiò in Francia della Guerra della Fronda, ridusse ulteriormente le capacità della Francia di difendere i territori catalani ed aprì la strada alla restaurazione del dominio di Madrid, rappresentato dal nuovo viceré Don Giovanni d'Austria, figlio naturale di Filippo IV.
Il nuovo viceré, consolidate le proprie posizioni, intraprese subito una marcia verso Barcellona per iniziarne l'assedio.

## Lo schieramento franco-catalano
Una volta chiarite le intenzioni di Don Giovanni d'Austria, il comando francese decise di riunire tutte le forze disponibili a Barcellona per sostenere l'assedio; queste consistevano in:
- 3 000 soldati regolari francesi suddivisi in 8 reggimenti sotto il comando del capitano Sir Roy del reggimento La Reine:
- La Reine
- Anjou
- Guyenne
- Chouppes
- Gesvres - 10 compagnie del reggimento sfilato con i mari Guyena.
- Limousin
- Mars
- Montpouillan

- 1 200 mercenari svizzeri suddivisi in 2 reggimenti:
- Lochmann
- Reynold

- 1 200 o 1 500 soldati regolari catalani:
- Francesc Vila con 300 uomini
- Jeroni Novell con 300 uomini
- Pere Sabater 300 uomini
- Frances de Granollachs / Mostarós con 600 uomini come Siri Montjuïc con una compagnia con sede in Svizzera.

- 3 000 uomini:
- La Coronela di Barcellona

- 1 700 reggimenti di cavalleria, sotto il comando del capitano Signore Chamerant Saint-Roche, del reggimento di San Simon:
- Saint Simon
- Mérinville
- Roquelaure
- La Mothe
- Aletz
- Balthasar (tedesco)
- Chasteaubriand
- Mars
- Margarit (Catalano)
- D'Ardena (Catalano)
- Schack

L'artiglieria del luogo era composta da 85 pezzi.
Più tardi al maresciallo La Mothe giunsero come rinforzi:
- Compagnie di cavalleria:
- 'Guardie' La Mothe
- 'Guardie' il principe Tommaso di Savoia
- 'Guardie' St Andrew Montbrun
- 'Guardie' il principe Tommaso di Savoia *
- 'Cavalleria leggera' di Pienne
- 'Cavalleria leggera' di Varsy
- Corazzieri di Ville
- Corazzieri di Monty

- Reggimenti di fanteria:
- Alvernia
- Bretagne circa 200 uomini
- Normandia con circa 200 uomini
- Austrian circa 200 uomini ha lasciato il presidio Ager (10 compagnie)
- Aiguebonne (20 compagnie)
- Angoulême (15 compagnie)
- Vendôme (20 compagnie)
- Mérinville fanteria (20 compagnie)
- 3 reggimenti di fanteria Catalano

- Reggimenti di cavalleria:
- Boissac con 8 compagnie
- Saint André Montbrun con 7 compagnie
- Prince Mauritius con 6 compagnie
- Le Feron con 7 compagnie
- Sieur de Ternes con 5 compagnie
- Pardaillan con 4 compagnie
- Conte di Moret con 2 compagnie
- Marchese aquila con 3 compagnie
- Saint Germain Achon di 4 compagnie
- Rochelidoux con 4 compagnie
- Ferté Senneterre con 4 compagnie
- reggimento di cavalleria catalano

## L'esercito spagnolo
Nel luglio del 1651, l'esercito spagnolo, riunito a Leida risultava composto, secondo Mortara, da 5 760 uomini, 2 300 cavalli, 22 pezzi d'artiglieria 250 carri e 400 muli.
Ad essi si aggiunsero l'8 agosto, 2 500 soldati tedeschi ed altri 20 pezzi per un totale di 24 tercio:
- Presso il Quarter de Sans
- Tercio spagnolo:
  - Gaspar de la Cueva
  - Juan del Castillo con una batteria di 7 pezzi 1 di 26 libbre i chili di altri 30, 40 e 46.
  - Luis Torres
  - Pedro Estevan (10 compagnie aragonesi)
  - Francisco Sada (10 compagnie aragonesi)
- Tercio irlandese:
  - Conte di Tiron
  - Cristobal Obreni
- Tercio italiano:
  - Tiberio Carafa
  - Marco Antonio Genaro
  - Marchese di Grez
- Tercio Vallone:
  - Clerc
  - Calone
  - Franque
- Reggimenti tedeschi:
  - Laque
  - Cleinhans
- Cavalleria
  - Squadrone Borgogna - 600 uomini Dionisio Poitier
  - Squadrone di Fiandra - Julio Viscount 600 uomini
  - Reggimento tedesco comandato dal Conte di Ro Ercole visconte
  - Reggimento Cristobal
  - Squadrone di Pedro Viedma - (La Trinidad Fort)
  - Tercio di Valencia (con 387 uomini abili nel mese di agosto 1652)
  - Tercio del Conte di Ro - (Visconte e il forte Madonna delle Grazie)
  - Reggimento Tedesco di Careme
  - Tercio vallone di Franqueè (La fortezza di San Buenaventura)
  - Reggimento tedesco Chapuis (entro due fortini vicino Sans Quarter)

Nel mese di dicembre, si aggiunse un tercio aragonese di 1 100 soldati comandato da Martin Azlor; Il 21 dicembre 1651, il tercio Pedro de Viedma con 300 uomini ed il 28 del mese, una compagnia di 90 uomini da Valencia ed un altro tercio di 160 uomini di Juan de Miranda.
Infine, il 31 dicembre 1651 giunse il tercio di Tarragona forte di 900 uomini in 10 compagnie ed una compagnia aggiuntiva di 110 uomini in Val d'Aran.

## L'assedio
L'esercito spagnolo, guadato nel mese di agosto il fiume Llobregat, continuò ad avanzare fino a Corts de Sarria senza incontrare resistenza salvo alcuni attacchi della cavalleria catalana reggimento di d'Ardena. A tale punto Don Giovanni d'Austria comandò la costruzione dei forti di San Felipe e Marina e di una trincea da Besòs fino a Montjuic in modo da bloccare Barcellona, la cui difesa fu organizzata dalla Coronela di Barcellona e dal Consell de Cent.
Oltre a tali truppe, Barcellona era presidiata da 4 reggimenti catalani: uno di Barcellona, un altro di Montjuic e, probabilmente, dal reggimento di fanteria Mostarós oltre alla Coronela, i reggimenti Lochmann e Reynolds con 1 200 uomini durante l'assedio ed i reggimenti di La Reine e parte della Auvergne oltre a quelli di cavalleria Aguilarr ed Ardena.
Il generale Jean-Gaspard-Ferdinand de Mars, comandante delle truppe francesi, di cui era noto lo stretto rapporto con il principe di Condé, capo dei frondisti, decise di lasciare la piazza con 150 uomini dei reggimenti di cavalleria della città e un migliaio di giovani soldati inesperti.
Granollers ha raggiunto lo stesso, sostenendo che il 23 settembre avrebbe dovuto prendere posizione contro le truppe spagnole; lo seguirono i reggimenti di Marsin, La Mothe-Houdancourt e Marcousse, mezzo reggimento Mérinville, in tutto 700 uomini, e 300 cavalieri (per lo più del reggimento di La Mothe-Houdancourt e del conte di Aletz).
Questi reggimenti, concordata una via d'uscita con Don Giovanni d'Austria, dietro l'obbligo di consegnare i prigionieri, poterono lasciare la Spagna e ritornare in Francia dove parteciparono alla guerra della Fronda.
Il 10 ottobre 1651, il comandante del reggimento di Prades Mostarós, si arrese abbandonando il suo forte in mani spagnole e tale defezione fu a malapena compensata dall'arrivo di rinforzi, giunti il 24 ottobre: 300 o 400 di cavalieri ed un migliaio di uomini sotto il comando del Capitano Cresson, presto ucciso, il 5 novembre in un assalto contro le linee ispaniche.
La corte francese, preoccupata della situazione catalana, nominò viceré il maresciallo francese Philippe de La Mothe-Houdancourt, inviandogli anche il maresciallo de Saint Andre Montbrun con il suo esercito, composto da 60 Compagnie di fanteria (reggimenti di Normandia, Bretagna e Guyenne) e 57 di cavalleria (reggimenti di Ternes, Canillac, guardie società del principe Tommaso di Savoia e 3 compagnie di gendarmi).
Nel gennaio 1652 i rinforzi raggiunsero le porte di Barcellona con 3 000 soldati e 2 000 cavalieri, ma l'attacco venne respinto facilmente; il comando catalano, allora, cambiò strategia e cercò di rafforzare la guarnigione di Barcellona mentre d'altro canto Don Giovanni d'Austria decise di aspettare.
Nei mesi successivi si svolsero alcune azioni nel tentativo da parte francese di riprendere le posizioni perdute al di fuori della città, con la partecipazione del reggimento di fanteria di Auvergne e della cavalleria, fino al 4 maggio 1652, quando giunse una flotta di 30 navi con rifornimenti, che su ordine del generale Saint Andre Montburn, riportò in patria i reggimenti di Bretagna e di Normandia.
Pur indeboliti, i francesi cercarono di rompere l'assedio e di catturare almeno alcuni dei forti spagnoli, non riuscendoci, e costringendo, per le forti perdite, a raggruppare alcuni reggimenti catalani nell'estate del 1652.
L'arrivo del maresciallo de La Mothe, con tre reggimenti di fanteria (Normandia, Bretagna ed austriaco) e 600 cavalieri, attraverso le linee spagnole, rianimò la volontà di difesa.
Il 27 aprile la cavalleria francese, sotto il comando dello stesso viceré, La Mothe-Houdancourt, con un reggimento di Saint Simon, sconfisse la controparte spagnola; il comandante francese, tuttavia, rimase ferito.
Il 13 maggio fu scatenato un altro attacco nei confronti del forte spagnolo di S. Ferreol,  anch'esso però conclusosi negativamente e con forti perdite per il reggimento Mostarós, mentre la conquista da parte del maresciallo La Mothe del forte de Los Reyes, avvenuta il 17 luglio, durò appena lo spazio di un giorno.
Infatti, dopo un contrattacco spagnolo, le truppe svizzere e francesi della guarnigione si arresero, ma l'esplosione di una mina, poco dopo la capitolazione, provocò la morti di quasi tutti i prigionieri.
In primavera, la situazione della città, aggravata dalla diffusione della peste, che fece oltre 16 000 vittime e dalla caduta di Gerona, attraverso la quale arrivavano i rifornimenti marittimi, precipitò.
L'11 ottobre del 1652 i leader indipendentisti catalani abbandonarono la città per tentare di organizzare una guerriglia nel contado; due giorni dopo fu stipulato un armistizio con Don Giovanni d'Austria il quale, dietro la promessa del rispetto della vita e delle proprietà, poté entrare in città.

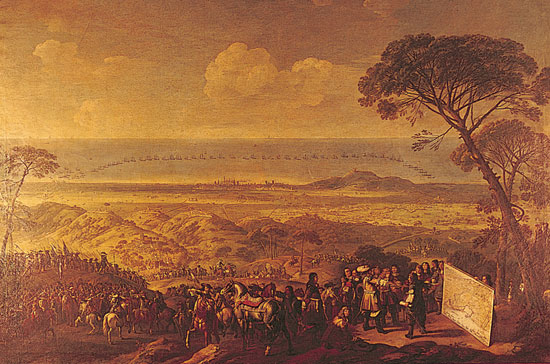
Assedio di Barcellona, de Pandolfo Reschi, Galleria Corsini (Firenze)

## Conseguenze
Dopo la disfatta, l'esercito francese lasciò Barcellona; era ridotto a 1 000 fanti e 200 cavalieri abili, con l'appoggio di 8 cannoni.
Con la caduta di Barcellona nelle mani dell'esercito, Filippo IV di Spagna ordinò a Don Giovanni d'Austria di porre fine al conflitto garantendo alle autorità catalane, in cambio della resa e dell'obbedienza al re di Spagna, alcune autonomie.
Le truppe francesi, tuttavia, per 7 anni cercarono di riconquistare i territori perduti muovendo dalle fortezze nel Rossiglione fino alla stipulazione del Trattato dei Pirenei, nel 1659.